# Mats Rondin
Mats Anders Rondin, född 21 september 1960 i Farsta i Stockholm, död 11 oktober 2014 i Sundsvall, var en svensk cellist och dirigent.
Rondin studerade för Gunnar Norrby vid Kungliga Musikhögskolan i Stockholm och för Erling Bløndal Bengtsson och Frans Helmerson vid Sveriges Radios Musikskola i Edsberg. Han avlade diplomexamen 1981 och studerade vidare för William Pleeth i London. Han tog även lektioner för Ralph Kirshbaum och Mstislav Rostropovitj.
Mats Rondin framträdde som solist med alla svenska symfoniorkestrar, men också med ledande orkestrar i Danmark, Frankrike, Tyskland, Tjeckoslovakien, Norge, Island, Italien och Nederländerna. Som kammarmusiker konserterade han i olika konstellationer i Sverige, Tyskland, Belgien, Sovjet, Norge, Danmark, Polen, Finland, Tjeckoslovakien och Nederländerna. Han framträdde även vid ett flertal tillfällen i radio och TV, bland annat vid den direktsända TV-konsert som invigde det nya konserthuset i Malmö. 1982–1985 var han solocellist i Malmö Symfoniorkester och 1985–1996 i Sveriges Radios symfoniorkester. Från 2005 var han professor i cellospel vid Musikhögskolan i Malmö. Rondin är begravd på Huaröds kyrkogård.

## Priser och utmärkelser
- 1982 – Aulin-stipendiet
- 1984 – Årets solist
- 2003 – Ledamot av Kungliga Musikaliska Akademien
- 2006 – Litteris et Artibus

## Diskografi (urval)

### Som cellist
- 1986 – Martinû, Bartók, de Frumerie
- 1991 – Contemporary European Cello Music
- 1994 – Vocalise
- 1994 – Chamber Music for Violin, Cello and Piano – Leoš Janáček
- 1995 – Portrait of a Composer – Kurt Wiklander
- 1996 – Complete Works for String Orchestra – Aulis Sallinen
- 1998 – Complete Works for Violin, Cello, Double Bass and Piano – Aulis Sallinen
- 2000 – Samtliga duos – Franz Berwald
- 2005 – Cellokonsert – Gustaf Bengtsson
- 2009 – Isidor – Mats Rondin Plays the Music of Lars Danielsson and Cennet Jönsson

### Som dirigent
- 2005 – Violinkonsert – Gustaf Bengtsson
- 2007 – Tuba Concerto & Contrabassoon Concerto – Kalevi Aho
- 2009 – 21st-Century Tuba Concertos – Fredrik Högberg, Jan Sandström, Kalevi Aho